# Jan Karchowski
Jan Mieczysław Karchowski (ur. 23 stycznia 1854 w Pleszewie, zm. 25 września 1939 w Poznaniu) – polski lekarz, działacz społeczny, organicznik.

## Życiorys
Syn Hipolita h. Korzbok (powstańca wielkopolskiego z 1848) i Antoniny z domu Stefańskiej. Od 1865 do 1875 uczył się w Gimnazjum św. Marii Magdaleny w Poznaniu. Potem rozpoczął studia medyczne w Greifswaldzie. W 1880 otrzymał tytuł doktora medycyny na Uniwersytecie w Lipsku (praca na temat kiły, która została wydana drukiem: Ueber Augennervenaffectionen auf syphilitischer Basis).
Początkowo praktykował jako lekarz w Pakości, a następnie w Rakoniewicach i Kostrzynie. W 1881 przeprowadził się do Książa, gdzie leczył do 1920. Działał również intensywnie na niwie społecznej. Był m.in. dyrektorem lokalnego Banku Ludowego. W 1900 należał do rady nadzorczej Banku Związku Spółek Zarobkowych w Poznaniu, gdzie współpracował z księdzem Piotrem Wawrzyniakiem. Był członkiem rady nadzorczej tej instytucji od 1897 do 1932.
Od 1920 zamieszkał na stałe w Poznaniu. Do 1934 pełnił funkcję lekarza w Gimnazjum św. Marii Magdaleny. W 1924 otrzymał nagrodę w konkursie im. Grzegorza Piramowicza za szczególnie gorliwą pracę lekarską i higieniczną. Wspierał finansowo czasopismo „Nowiny Lekarskie”. Od 1881 był członkiem Wydziału Lekarskiego Poznańskiego Towarzystwa Przyjaciół Nauk (od 1928 otrzymał godność dożywotniego członka honorowego). W 1930 Uniwersytet Poznański zorganizował dla niego uroczyste odnowienie dyplomu (na 50-lecie pracy zawodowej). Zmarł już pod okupacją hitlerowską w Poznaniu.

## Życie prywatne
5 lutego 1884 poślubił w Rakoniewicach Marię Gregor. Mieli jedyną córkę - Halinę, późniejszą żonę ekonomisty Tadeusza Broekere.

## Ordery i odznaczenia
- Złoty Krzyż Zasługi (10 listopada 1933)[2]

## Publikacje
Wydał m.in.:
- O pracy i oszczędności,
- Wspomnienia z Gimnazjum św. Marii Magdaleny[1].